# アルキダモス2世
アルキダモス2世（希：ἈρχίδαμοςΒ'、ラテン語転記：Archidamos II、？-紀元前427年、在位：紀元前476年-紀元前427年）はエウリュポン朝のスパルタ王である。
アルキダモス2世はゼウクシデモスの子であり、先王レオテュキデスの孫である。子供としては最初の妻（おそらくランピト）との間に次代の王アギス2世、二人目の妻エウポリアとの間にアギスの次の王アゲシラオス2世とキュニスカがいる。
ゼウクシデモスは父より先に死んだため、レオテュキデスの次の王位にはその孫のアルキダモスが就いた。また、レオテュキデスは後妻としてメニオスの姉妹でディアクトリデスの娘のエウリュダメを娶り、ランピトという娘を得、彼女をアルキダモスと結婚させた。紀元前476年、賄賂によって王位を追われたレオテュキデスに代わってアルキダモスは王位に上った。
アルキダモスはペロポネソス戦争に先立つ交渉にて戦争の回避、少なくとも延期に全力を尽くしたが、主戦派に圧倒され、戦争の運びとなった。開戦後、彼は戦争の初期を指導し、紀元前431年の夏、紀元前430年、紀元前428年の三度にわたりペロポネソス連合軍を率いてにアッティカに侵攻して荒らした。彼の一度目の遠征では、アテナイのペリクレスが篭城作戦を取ったのに対し、アルキダモスは敵をおびき出して野戦を挑もうと挑発を兼ねて人口の多かったアカルナイ区を荒らしたが、結局応じてこなかったので糧秣が尽きると帰った。二、三度目の遠征でも同様に糧秣が尽き次第帰国した。紀元前429年にはプラタイアに同盟国軍を含めた軍を率いて向かったアルキダモスは戦争での中立を要求したが、拒否された。そこで彼は早期決着を目論んでプラタイアを攻撃したが、早期決着がつかないと判断すると持久戦に切り替え、包囲戦を行った。彼は盛り土作戦、火攻めなどあらゆる手を使ってプラタイアを攻めたが、ことごとく失敗したため、一部を残して帰国した。その後、紀元前427年ないし紀元前426年の夏の前に彼は死に、次の王位には彼の子のアギス2世が就き、戦争の指揮を引き継いだ。